# NGC 1948
NGC 1948 ist ein Emissionsnebel mit einem eingebetteten offenen Sternhaufen in der Großen Magellanschen Wolke im Sternbild Dorado. Das Objekt wurde am 6. November 1826 von James Dunlop entdeckt.